# Вахтанг V
Вахта́нг V (Шахнава́з) (1618–1675) — цар Картлійського царства (1658–1675). Представник гілки Багратіоні-Мухранських, Мухран-батоні (господар Мухранський) (1629–1658), під іменем Бахута.

## Життєпис
Картлійський цар Ростом усиновив та зробив Вахтанга спадкоємцем престолу. 1654 року в Ірані був змушений прийняти іслам та взяти ім'я Шахнаваза.
Метою політики Вахтанга V було об'єднання Картлі з Кахетією та гегемонія Картлі над західногрузинськими царствами, зміцнення влади центру й обмеження влади князів, упорядкування внутрішнього життя та сприяння розвиткові економіки країни.
У зовнішній політиці Вахтанг визнавав себе васалом Ірану та намагався зберігати мирні стосунки зі своїми сусідами. Це дозволило вести відновлення й економічний розвиток країни.
Убивши фактичного правителя Кахетії Заала Арагвського Еріставі, Вахтанг V поширив свій вплив на Кахетію. Скориставшись заворушеннями в Імеретії та домовившись із главою Мінгрелії Вамехом III Дадіані, зайняв більшу частину Імеретії та поставив там правителем свого старшого сина Арчіла (1661).
Видавши племінницю Тамару заміж за Вамеха III Дадіані, оформив дружній союз з абхазьким правителем. Таким чином вся Грузія була об'єднана під владою Вахтанга V.
Проте невдовзі під тиском Османської імперії з Імеретії був вигнаний Арчіл. Намагаючись зміцнити царство, Вахтанг V спробував повернути трон Кахетії, але його суперником на Кахетинський трон був онук Теймураза I — Ерекле (Іраклій), який за підтримки Ірану зійшов на трон.
Брати Луарсаб та Арчіл втекли до Ахалцихе, звідки за допомогою Османської імперії намагались зайняти імеретінський трон. У зв'язку з цим 1675 року шах Ірану викликав Вахтанга V до Персії. Дорогою до Ірану цар захворів і помер. Був похований у місті Кум.

## Родина
Був одружений двічі.
1) Родам, дочка князя Каплана Бараташвілі-Орбелішвілі (Орбеліані). Діти:
- Арчіл II, цар Кахеті й Імереті.
- Георгій XI, цар Картлі.
- Олександр, царевич.
- Леван, царевич, батько царів Картлі: Кайхосро, Вахтанга VI та Ієссе
- Луарсаб, царевич
- Соломон, царевич.
- Тамара, царівна, була в шлюбі з князем Гіві Амілахварі.
- дочка, царівна, була в шлюбі з шахом Ірану Солтаном Хусейном (1694–1722)

2) Вдруге, за наказом шаха, був змушений одружитись із вдовою царя Ростома Маріам Дадіані, дочкою володаря Мегрелії Манучара Дадіані.